# Marie Stopesová
Marie Charlotte Carmichael Stopesová (nepřechýleně Stopes; 15. října 1880 Edinburgh – 2. října 1958 Dorking) byla britská paleobotanička, bojovnice za ženská práva a propagátorka antikoncepce.
K propagaci plánovaného rodičovství vydávala list Birth Control News. Napsala též řadu knih o sexuální osvětě, mezi nimiž nejznámější je Married Love, která způsobila skandál mimo jiné i proto, že ji Stopesová napsala v době, kdy byla oficiálně pannou (před sňatkem). Za kontroverzní část jejího díla bývá dnes považována její obhajoba eugeniky.

## Hlavní díla
- 1918: Married Love
- 1918: Wise Parenthood
- 1920: Radiant Motherhood

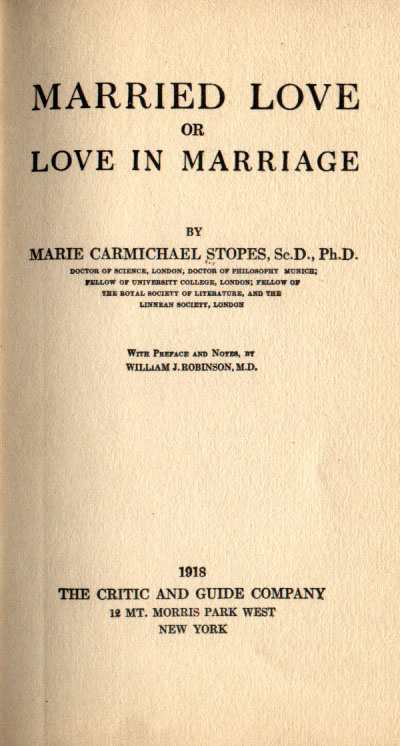
První vydání jejího hlavního díla

- 1921: Truth about Venereal Disease
- 1923: Contraception (birth control) its theory, history and practice
- 1923: Our Ostriches
- 1926: Sex and the Young
- 1926: The Human Body
- 1926: A Banned Play and a Preface on Censorship
- 1936: Change of Life in Men and Women
- 1946: The Bathe, an Ecstasy